# 昭和
昭和（日语：／ Shōwa */?）是日本昭和天皇在位時所使用的年号，使用時間為1926年12月25日至1989年1月7日，是日本各年号中使用時間最長的，合共64年；但由於開始時是年底、終結時是年初，所以實際上為62年又13日。

## 改元

### 提案
大正15年（1926年）12月25日，大正天皇駕崩，而當時的日本內閣召開會議，討論新天皇即位後使用的年號名稱。當時主要由宮內省及日本內閣提出年號的候選方案。
根據當時的提案可分為以下：
- 宮內省勘文第一提案：「神化」、「元化」、「昭和」、「神和」、「同和」、「繼明」、「順明」、「明保」、「寬安」、「元安」10種。
- 宮內省勘文第二提案：「昭和」、「神和」、「神化」、「元化」、「同和」5種。
- 宮內省勘文第三提案：「昭和」、「神化」、「元化」3種。
- 日本內閣擬定提案：「立成」、「定業」、「光文」、「章明」、「協中」5種。
- 最後選定年號：「昭和」，同時以「元化」、「同和」作為備用方案。

### 開始
大正15年（1926年）12月25日，大正天皇駕崩。同日，皇太子裕仁親王（昭和天皇）践祚，公布改元的詔書，改元為昭和。1926年12月25日既是大正15年，也是昭和元年。另外，12月25日發生東京日日新聞刊登新年號為「光文」的誤報事件。
《昭和改元诏书》（1926年〔大正15年〕12月25日）部分內容如下：
朕賴皇祖皇宗之威靈，以承大統、總萬機，茲遵定制，建元號，改大正十五年十二月二十五日以後為昭和元年。（以下略）

### 结束
昭和64年（1989年）1月7日上午6時33分，昭和天皇崩御。同日，皇太子明仁繼承皇位。因此，基於《元号法》的規定公布《改元政令》（1989年〔昭和64年〕1月7日政令第1号）。翌日（1月8日）施行該政令，改元平成。
《改元政令》（1989年〔昭和64年〕1月7日）內容如下：
内閣基于元号法（昭和五十四年法律第四十三号）第一項的規定，制定本政令。
改元号为平成。
附則

本政令自公布之日翌日起施行。

## 出典
昭和兩字出自中國《尚书》堯典的「百姓昭明，協和萬邦」。當時候選的年號尚有「元化」與「同和」。
此典故亦在以前用於明和此年號，分別只在於取「昭」字抑或「明」字。

## 年表

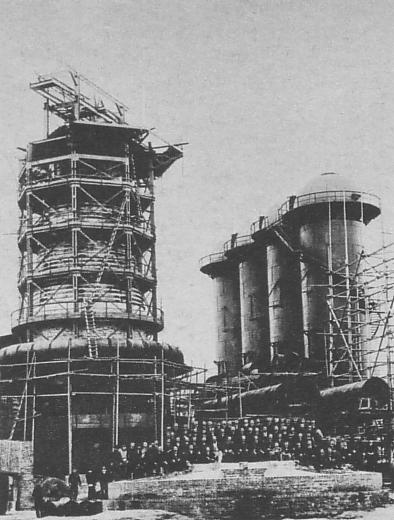
1900年籌備的國營八幡製鐵所，昭和前期曾為當時亞洲最大煉鋼廠

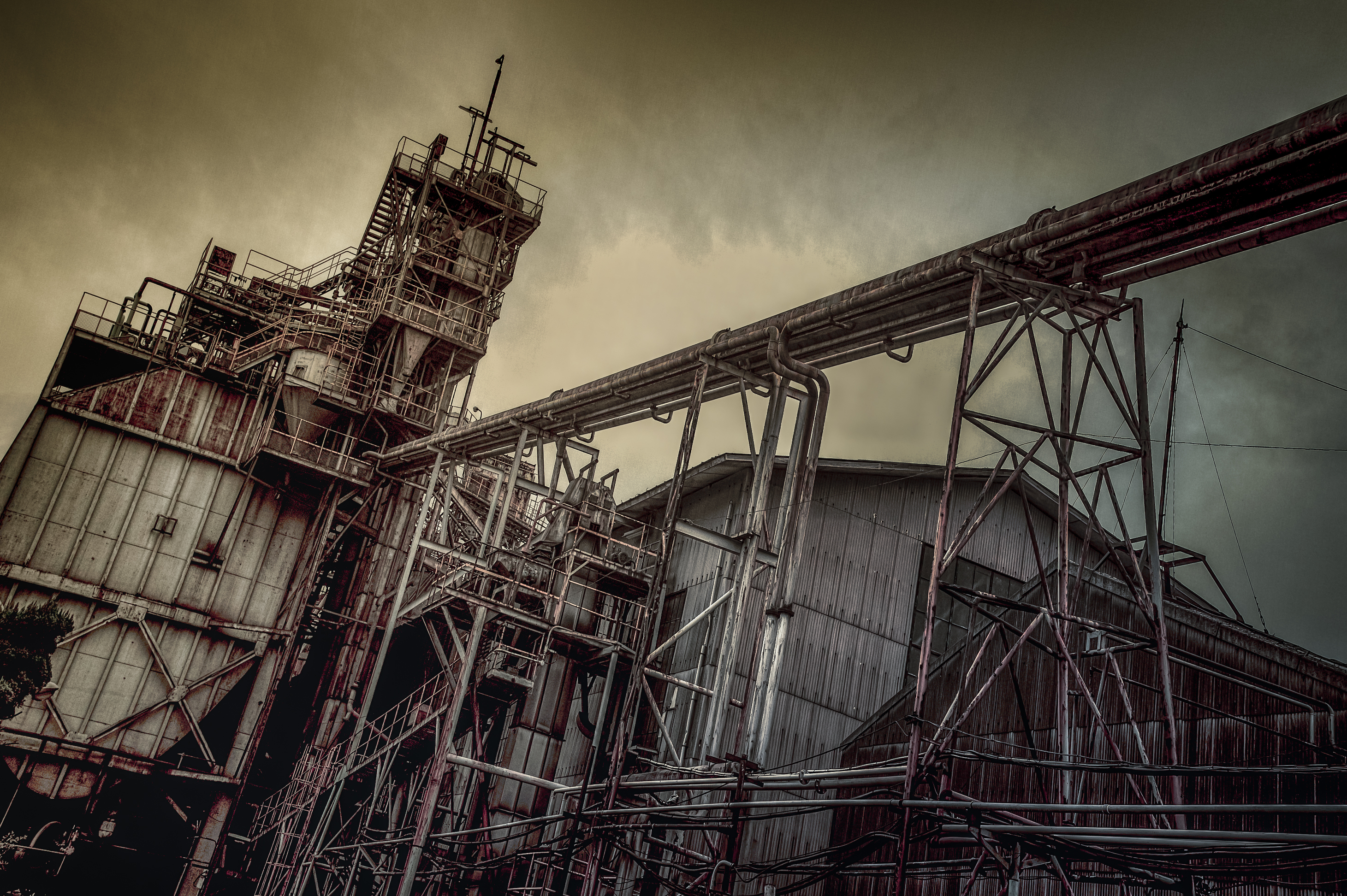
昭和電工舊廠

### 昭和前期
- 昭和元年（1926年）：12月25日，大正天皇逝世，裕仁繼位，改元昭和。發生新聞誤報的光文事件。
- 昭和2年（1927年）：昭和金融恐慌。
- 昭和3年（1928年）：皇姑屯事件、實行僅男子可投票的普選制度、八木秀次和宇田新太郎两人发明了引向天线。
- 昭和4年（1929年）：經濟大蕭條。
- 昭和5年（1930年）：金解禁、倫敦海軍軍縮会議、《限制和削减海军军备条约》（即伦敦海军条约）签订、台灣霧社事件
- 昭和6年（1931年）：九一八事變
- 昭和7年（1932年）：滿洲國建國、血盟團事件、五一五事件。
- 昭和8年（1933年）：12月23日，裕仁兒子明仁出生。瀧川事件，日本受國際制裁，退出國際聯盟。
- 昭和9年（1934年）：陸軍士官學校事件。
- 昭和10年（1935年）：天皇機關說事件、相澤事件、台灣新竹台中大地震、汤川秀树以核作用力的理论基础预言介子的存在。
- 昭和11年（1936年）：二二六事件兵变中，日本财阀及贵族失去权力、統制派軍閥支配全國、締結防共協定。
- 昭和12年（1937年）：日本侵华战争爆發、韓國皇國臣民之誓詞發布。
- 昭和13年（1938年）：制定國家總動員法。
- 昭和14年（1939年）：諾門罕事件。納粹德國入侵波蘭、第二次世界大戰開始。
- 昭和15年（1940年）：大政翼贊會組建成立、三国同盟条约、佔領法屬印度支那北部。
- 昭和16年（1941年）：日蘇中立條約。12月8日、太平洋戰爭開始：珍珠港事件、佔領馬來亞及香港。
- 昭和17年（1942年）：日軍佔領新加坡、菲律賓等亞洲各地。中途島海戰。
- 昭和18年（1943年）：瓜達康納爾島戰役、阿圖島戰役、所羅門群島海戰、出陣学徒壮行会。
- 昭和19年（1944年）：英帕尔战役、馬里亞納海戰、關島戰役、雷伊泰島戰役。B-29開始空襲東京。
- 昭和20年（1945年）：
  - 3月9日-10日東京大空襲炸死三十萬日本人。同月尚有名古屋大空襲、大阪大空襲、神戶大空襲、5月橫濱大空襲、台北大空襲，6月靜岡大空襲、7月北海道空襲、8月富山大空襲等。
  - 4月1日，沖繩島戰役、朝鮮及臺灣住民政治參與相關詔書。
  - 8月6日，广岛市原子弹爆炸。
  - 8月9日，长崎市原子弹爆炸、蘇聯撕毀日蘇中立條約對日宣戰，佔領千島、樺太。
  - 8月14日，接受波茨坦宣言無條件投降。
  - 8月15日，玉音放送，即日本之終戰。
  - 9月2日，降伏文書。
  - 9月26日，與美國佔領軍總司令麥克阿瑟見面 。

### 昭和中期

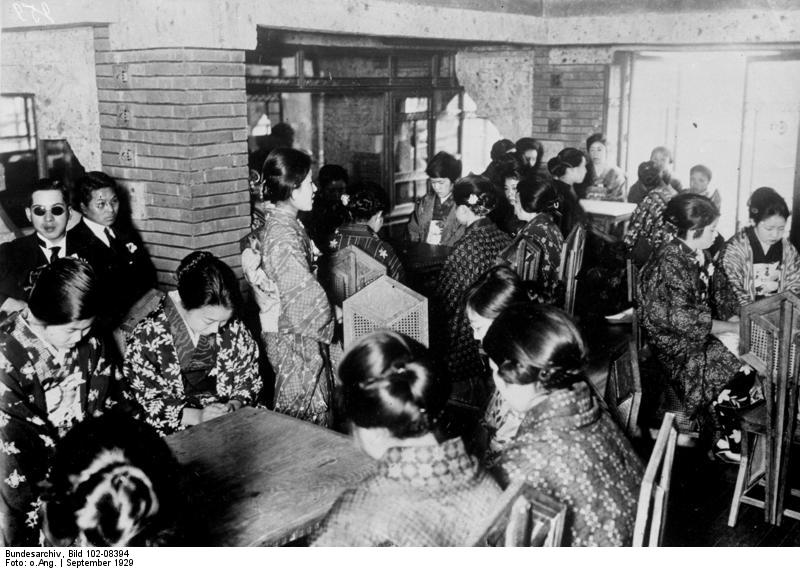
昭和年代的日本東京會館

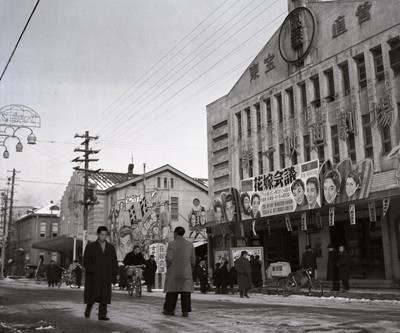
盛岡市東宝直営第一映画劇場(昭和30年代)

- 昭和21年（1946年）：1月1日、日本天皇發表人間宣言，自己說明自己並非神。5月3日、東京大審開始。11月3日、《日本國憲法》公布。
- 昭和22年（1947年）：5月3日、《日本国憲法》施行、《地方自治法》制定。
- 昭和23年（1948年）：4月3日、濟州四·三事件發生，難民大多逃入日本。12月23日、甲級戰犯死刑執行。
- 昭和24年（1949年）：實施道奇方針（英语：Dodge Line）。下山事件、三鷹事件、松川事件相繼發生。
- 昭和25年（1950年）：朝鮮戰爭爆發。日本由於朝鮮特需（日语：朝鮮特需）加速經濟復興。
- 昭和26年（1951年）：舊金山和約、美日安保條約簽訂。
- 昭和27年（1952年）：日美地位協定。
- 昭和28年（1953年）：電視放送開始。
- 昭和29年（1954年）：3月1日、比基尼環礁的氫彈試爆、第五福龍丸的乘組員遭到輻射汙染。
- 昭和30年（1955年）：自由党和民主党合併為自由民主党、右派和左派合併為日本社会党（55年体制）。神武景氣開始，日本进入高速发展期。
- 昭和31年（1956年）：日蘇共同宣言。12月18日，加入聯合國。
- 昭和32年（1957年）：鍋底蕭條。
- 昭和33年（1958年）：岩戶景氣、東京鐵塔竣工。
- 昭和34年（1959年）：4月10日、皇太子明仁親王與正田美智子結婚。12月4日、新潟日本紅十字會爆炸未遂事件。
- 昭和35年（1960年）：2月23日、裕仁孫德仁親王（日本今上天皇）誕生。6月19日、日美安全保障条約改定。
- 昭和36年（1961年）：日本制定農業基本法。
- 昭和37年（1962年）：奧林匹克景氣。
- 昭和38年（1963年）：發生昭和38年1月豪雪、鶴見事故 、三井三池煤礦爆炸。 亞洲第一條高速公路─名神高速公路通車。最早的日本電視動畫原子小金剛開始放映。
- 昭和39年（1964年）：10月1日、東海道新幹線（東京站～新大阪站）開通。10月10日-同月24日東京奧運舉行。
- 昭和40年（1965年）：日韓基本條約簽訂。

### 昭和後期

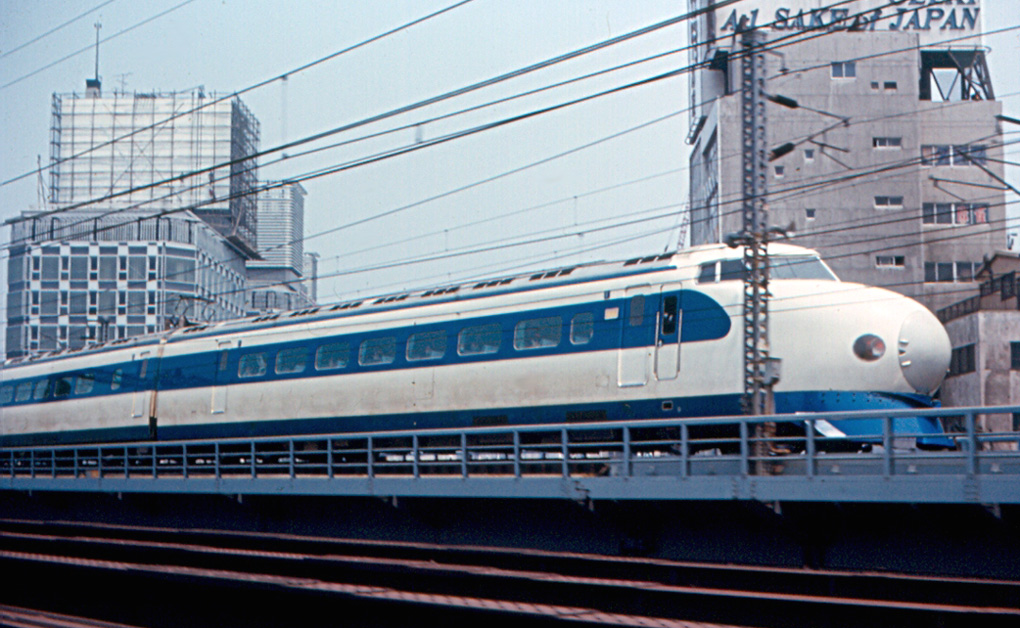
東海道新幹線（1967年）

- 昭和41年（1966年）：日本總人口突破1億人。伊奘諾景氣。
- 昭和43年（1968年）：12月10日。三億日圓事件。日本各大學所組成的全學共鬥學生運動激烈化。
- 昭和44年（1969年）：東名高速公路全線通車，東京←→神戶間高速公路全線通車。
- 昭和45年（1970年）：3月14日-9月13日。日本萬國博覽會舉行。3月。淀号劫机事件。11月25日。三岛由纪夫切腹自尽。
- 昭和46年（1971年）：7月1日。環境廳設置。
- 昭和47年（1972年）：札幌冬奧舉行。2月19日。淺間山莊事件發生。3月15日。山陽新幹線（新大阪站～岡山站）通車。5月15日。沖繩返還。9月29日。日本國與中華人民共和國簽訂《中日聯合聲明》，承认中華人民共和國政府为“中国”的唯一合法代表。同时与中華民國斷交。
- 昭和48年（1973年）：第一次石油危机。
- 昭和50年（1975年）：3月10日。山陽新幹線（岡山站～博多站）通車。
- 昭和51年（1976年）：洛克希德事件，導致前首相田中角榮被捕。
- 昭和53年（1978年）：簽訂中日和平友好條約。成田国际机场启用。
- 昭和54年（1979年）：第二次石油危机。
- 昭和57年（1982年）：6月東北新幹線（大宮站～盛岡站）、11月上越新幹線（大宮站～新潟站）通車。
- 昭和58年（1983年）：東京迪士尼樂園開園。
- 昭和60年（1985年）：日本電信電話公社、日本專賣公社民營化，日本電信電話（NTT）、日本煙草產業（JT）成立。3月17日-9月16日。筑波世博（日语：国際科学技術博覧会）舉行。8月日本航空123號班機空難。9月五大工業國簽訂广场协议。
- 昭和61年（1986年）：5月第12屆G7峰會（日语：第12回先進国首脳会議）於東京舉行。
- 昭和62年（1987年）：日本泡沫经济（平成景氣）。國鐵的分割民營化、JR成立。
- 昭和63年（1988年）：3月青函隧道、4月瀨戶大橋開業。瑞可利事件爆發。
- 昭和64年（1989年）：1月7日。昭和天皇駕崩。1月8日。日本改年號為平成。

## 与公历的对照表
昭和n年与公元g年的对应关系是n = g - 1925。
| 昭和 | 元年   | 2年    | 3年    | 4年    | 5年    | 6年    | 7年    | 8年    | 9年    | 10年   |
| ---- | ------ | ------ | ------ | ------ | ------ | ------ | ------ | ------ | ------ | ------ |
| 公元 | 1926年 | 1927年 | 1928年 | 1929年 | 1930年 | 1931年 | 1932年 | 1933年 | 1934年 | 1935年 |
| 干支 | 丙寅   | 丁卯   | 戊辰   | 己巳   | 庚午   | 辛未   | 壬申   | 癸酉   | 甲戌   | 乙亥   |
| 昭和 | 11年   | 12年   | 13年   | 14年   | 15年   | 16年   | 17年   | 18年   | 19年   | 20年   |
| 公元 | 1936年 | 1937年 | 1938年 | 1939年 | 1940年 | 1941年 | 1942年 | 1943年 | 1944年 | 1945年 |
| 干支 | 丙子   | 丁丑   | 戊寅   | 己卯   | 庚辰   | 辛巳   | 壬午   | 癸未   | 甲申   | 乙酉   |
| 昭和 | 21年   | 22年   | 23年   | 24年   | 25年   | 26年   | 27年   | 28年   | 29年   | 30年   |
| 公元 | 1946年 | 1947年 | 1948年 | 1949年 | 1950年 | 1951年 | 1952年 | 1953年 | 1954年 | 1955年 |
| 干支 | 丙戌   | 丁亥   | 戊子   | 己丑   | 庚寅   | 辛卯   | 壬辰   | 癸巳   | 甲午   | 乙未   |
| 昭和 | 31年   | 32年   | 33年   | 34年   | 35年   | 36年   | 37年   | 38年   | 39年   | 40年   |
| 公元 | 1956年 | 1957年 | 1958年 | 1959年 | 1960年 | 1961年 | 1962年 | 1963年 | 1964年 | 1965年 |
| 干支 | 丙申   | 丁酉   | 戊戌   | 己亥   | 庚子   | 辛丑   | 壬寅   | 癸卯   | 甲辰   | 乙巳   |
| 昭和 | 41年   | 42年   | 43年   | 44年   | 45年   | 46年   | 47年   | 48年   | 49年   | 50年   |
| 公元 | 1966年 | 1967年 | 1968年 | 1969年 | 1970年 | 1971年 | 1972年 | 1973年 | 1974年 | 1975年 |
| 干支 | 丙午   | 丁未   | 戊申   | 己酉   | 庚戌   | 辛亥   | 壬子   | 癸丑   | 甲寅   | 乙卯   |
| 昭和 | 51年   | 52年   | 53年   | 54年   | 55年   | 56年   | 57年   | 58年   | 59年   | 60年   |
| 公元 | 1976年 | 1977年 | 1978年 | 1979年 | 1980年 | 1981年 | 1982年 | 1983年 | 1984年 | 1985年 |
| 干支 | 丙辰   | 丁巳   | 戊午   | 己未   | 庚申   | 辛酉   | 壬戌   | 癸亥   | 甲子   | 乙丑   |
| 昭和 | 61年   | 62年   | 63年   | 64年   |        |        |        |        |        |        |
| 公元 | 1986年 | 1987年 | 1988年 | 1989年 |        |        |        |        |        |        |
| 干支 | 丙寅   | 丁卯   | 戊辰   | 己巳   |        |        |        |        |        |        |

## 同期存在的其他政權之紀年
- 中國
  - 中華民國（1912年1月1日起）：中華民國紀年。
  - 天佑（1926年4月－1928年）：韓欲明之年號。
  - 熙順（1929年2月－8月）：山東起義勢力新明國之年號。
  - 大同（1929年4月）：蘇北起義勢力大同軍之年號。
  - 大同（1932年3月9日－1934年2月28日）：滿洲國执政溥仪之年號。
  - 康德（1934年3月1日－1945年8月18日）：滿洲國皇帝溥仪之年號。
  - 中華蘇維埃紀年（1931年－1935年）：中華蘇維埃共和國紀年。
  - 中華共和國紀年（1933年11月22日－1934年1月15日）：中華共和國紀年。
- 朝鮮半島
  - 大韓民國（1948年8月15日－1948年9月24日）：大韩民国之紀年，由1919年起計算。
  - 檀君紀元（1948年9月25日－1961年12月31日）：大韓民國之紀年，由公元前2333年起計算。
- 越南
  - 保大（1926年2月13日－1945年8月30日）：阮朝阮福晪之年號。

## 参見
- 日本年號索引
- 日本一世一元制施行後年號列表

| 前一年號： 大正 | 日本年號 昭和 | 下一年號： 平成 |